# Beatus von Honau
Beatus war ein iroschottischer Mönch und Abt des Klosters Honau von 774 bis 781. Er gilt als bedeutender Vertreter der iroschottischen Mission in Deutschland, besonders in Hessen.

## Leben
Über das Leben des Beatus vor seiner Zeit als Abt des Klosters Honau gibt es keine Zeugnisse. Das im Jahr 722 erstmals urkundlich erwähnte Kloster Honau lag ursprünglich auf einer später untergegangenen Rheininsel im Norden von Straßburg und war eine Gründung der Etichonen. Zwischen 722 und 749 übergaben die Etichonen dem Kloster ihren Teil der Insel. Honau besaß umfangreichen Streubesitz in Südwestdeutschland und in Teilen Hessens.
Als Bonifatius 722 zur Mission aufbrach, war die Wetterau bereits weitgehend christianisiert. Beatus errichtete diese Kirchen in einem Gebiet, in dem die frühmittelalterliche Pfarrorganisation schon weitgehend abgeschlossen war, ebenso der Landesausbau. Auf der Amöneburg richtete er eine „cella“ ein, von der er aus nach Fritzlar und Büraburg zur Mission ging.
Beatus, der sehr wahrscheinlich aus Irland stammte, stärkte mit seinen Kirchengründungen die iroschottische Kirchenidee in Oberhessen. Als Wanderpriester konnte er sich im Konkurrenzkampf mit dem Erzbischof Mainz und den hessischen Reichsklöstern behaupten, den hessischen Reichsklöstern Kloster Fulda, Abtei Hersfeld und Kloster Lorsch. Diese etablierten sich in der zweiten Hälfte des 8. Jahrhunderts immer stärker in dieser Region.
Mit seinen Wanderungen, die ihn nach Mainz, in die Wetterau und in den Vogelsberg führten, folgte Beatus dem Ideal der iroschottischen Mönche: „peregrinare in Christo“ (Pilgern in Christo). Anhand seiner Schenkung von 778 kann man erkennen, dass das Christentum schon bis in den Hohen Vogelsberg, Buchonia, vorgedrungen war.

### Beatuskirchen
Am 21. Juni 778 schenkte Abt Beatus dem Kloster Honau acht Eigenkirchen in der Wetterau, dem Vogelsberg und in Mainz. In der älteren Forschung werden auch teilweise neun Kirchen genannt. Zusammen mit der Schenkung regelte er die Abtnachfolge in seinem Kloster. Im Kloster Honau war es das Recht des Abts, seinen Nachfolger selbst zu bestimmen und ihn vom König bestätigen zu lassen.
Die Kirchen samt Zubehör habe er durch eigene Arbeit („ecclesiam quam ego construxi“) errichtet, so die Quelle. Sie waren sein Eigentum, gehörten keiner Kirche und keinem Kloster, sondern wurden von „boni homines“ (guten Menschen) ertauscht, erkauft oder durch Schenkung als Privateigentum weit entfernt von seinem Kloster erworben. Von wem der Besitz stammte, bleibt unbekannt. Die Schenker waren sicher mehr als nur eine Familie. Diese Eigenkirchen waren ein Ergebnis der Grundherrschaft. Neben Grund und Boden für den Kirchenbau gehörten auch Besitz und Einkünfte dazu, aus welchen der Unterhalt der Gebäude, die Versorgung der Priester geleistet wurden. Kirchen gründen und unterhalten konnten nur reiche Grundherren. Die Einkünfte (Zehnteinnahmen, kirchliche Abgaben) waren oft ein Vorteil, den der Eigenherr aus seinen Kirchen zog. Das gilt sicher auch für die Beatus-Kirchen. In der Beatus-Urkunde von 778 heißt formelhaft, dass Beatus dies alles, „nach meinem Willen mit Äckern, Feldern, Wiesen, Wäldern, Weingärten, Häusern, Baulichkeiten, Vieh, Hörigen beiden Geschlechts, Gewässer und fließenden Gewässern, beweglichen und unbeweglichen Sachen“ übertrug.
Die meisten dieser Kirchen werden heute in der nördlichen Wetterau lokalisiert: in Hausen (Lich), in Rodheim und in Hornufa, heute Hof Grass bei Hungen. Diese Kirchen lagen genauso dicht zusammen wie die beiden Kirchen in Bauernheim und in Sternbach in der nördlichen Wetterau. Nahe dem Hohen Vogelsberg in Buchonia stand eine weitere Kirche des Beatus in Schotten. Im Norden des Gebietes lag Wieseck. Die Kirche in Mainz war die einzige der Beatus-Kirchen, die einen urbanen Hintergrund hatte. Da die Honauer Mönche Brigida von Kildare verehrten, wird teilweise vermutet, dass es sich bei der Mainzer Kirche um St. Brigida handelt. Das Michaelspatrozinium findet sich noch heute im Namen der nunmehr evangelischen Kirchen in Bauernheim und Wieseck.
Die Schenkung an das Kloster Honau sollte eine Entfremdung verhindern, was aber misslang. Zur Zeit von Karl dem Dicken, im Jahre 882 waren bis auf die Kirchen in Bauernheim und Mainz alle anderen dem Kloster Honau wieder verloren gegangen.